# Rhaphium atkinsoni
Rhaphium atkinsoni är en tvåvingeart som beskrevs av Charles Howard Curran 1926. Rhaphium atkinsoni ingår i släktet Rhaphium och familjen styltflugor.
Artens utbredningsområde är Michigan. Inga underarter finns listade i Catalogue of Life.